# Valencia de Jesús
Valencia de Jesús es uno de los centros poblados del municipio colombiano de Valledupar, ubicado en su zona suroccidental, entre las estribaciones de las montañas de la Sierra Nevada de Santa Marta y el río Cesar, en el departamento del Cesar.
La población de Valencia de Jesús es reconocida por su histórica iglesia colonial española, la cual es monumento nacional de Colombia y también por sus celebraciones religiosas de la Semana Santa.

## Geografía
Limita hacia el norte con el centro poblado Azúcar Buena; hacia el occidente con la zona rural de la cabecera municipal. Al sur limita con el municipio de San Diego y al occidente con el centro poblado Aguas Blancas.
El centro poblado hace parte de la cuenca del río Cesar, río con el cual limita al sur.

## Historia
Los indígenas de la etnia Chimila habitaban el valle del río Cesar, mientras que Arhuacos, Koguis, Wiwas y Kankuamos habitaban sobre las montañas de la Sierra Nevada.
Durante la época de conquista de América por parte del Imperio español, llegaron los exploradores españoles a la región en busca de colonizar y extraer riquezas. Colonizadores españoles provenientes de la Gobernación de Santa Marta al mando del capitán Antonio Flórez entraron al valle del Cesar para fundar nuevos asentamientos. Flórez fundó un pueblo en 1590 sobre la Sierra Nevada de Santa Marta con el nombre de Dulce nombre de Jesús, sin embargo debido a los constantes ataques por parte de los indígenas, la población fue movida más cerca a Valledupar. A la población abandonada se le llamó Pueblo Viejo (luego cambiaría al nombre de Pueblo Bello en el siglo XX), mientras que el nuevo asentamiento fue bautizado con el nombre de Nueva Valencia de Jesús y llamado Pueblo Nuevo.
Durante la época colonial española Nueva Valencia fue un importante centro administrativo para los españoles, funcionando como su propia municipalidad que tenía asignado un territorio desde los pueblos indígenas en Nabusimake hasta las tierras que actualmente conforman el municipio de El Paso. A inicios de 1700, los españoles construyeron la Capilla de Valencia de Jesús Nazareno, 10°18′09″N 73°23′37″O / 10.3023896, -73.3936781  desde donde también realizaban labores administrativas.
Mientras Valencia de Jesús funcionaba como un polo administrativo, la población de Badillo, más hacia el norte, funcionó como polo de desarrollo económico ganadero y agricultor para los asentamientos españoles. A la par de los exploradores y colonizadores españoles iban los evangelizadores de la iglesia católica. A la región arribó la Orden de los dominicos para evangelizar y "civilizar" a los indígenas. Los religiosos formaron la Parroquia de Valencia.
Durante la guerras de independencia de las Provincias Unidas de la Nueva Granada contra España, la población de Valencia de Jesús fue considerado un enclave realista español de aristócratas y hacendados, a diferencia de Valledupar que a pesar de ser aristócrata y hacendada, se volvió un enclave independentista, tras los abusos del Marqués de Valde-Hoyos. Tras la revuelta de los ciudadanos de Valledupar liderada por María Concepción Loperena, los habitantes de Valencia de Jesús juraron lealtad al Rey de España, Fernando VII y organizaron ataques contra los independentistas de Valledupar, pero fueron derrotados. Tras la guerra de independencia, la población de Valencia de Jesús decayó y el territorio fue anexado a Valledupar.
A mediados del siglo XX, las guerrillas comunistas empezaron a hacer presencia en la región. Las FARC (frentes 19 y 59) y el ELN (frente 6 de diciembre) amedrentaron a los pobladores de Pueblo Bello, Aguas Blancas y Valencia de Jesús, en muchas ocasiones realizando secuestros y reclutamientos forzado de la población, que luego internaban en la Sierra Nevada de Santa Marta. A mediados de los años 1970, la región gozó de la bonanza de las siembras de algodón en la región, sin embargo a principios de la década de 1980, el Gobierno Nacional prohibió la venta de herbicidas usados para el algodón por contener cancerīgenos, por lo que el gremio y la región entraron en crisis económica. A raíz del declive financiero, las guerrillas aumentaron su accionar violento. Las FARC realizó asaltos armados contra las poblaciones de Valencia de Jesús y Aguas Blancas en 2002, dejando a varios pobladores muertos o heridos, además de la destrucción de viviendas. También atacaron constantemente a unidades de la fuerza pública.
A mediados de la década de 1990, surgieron en la zona los paramilitares de las Autodefensas Unidas de Colombia (AUC) bajo el mando de alias Jorge 40, David Hernández Rojas 'alias 39', alias 'Centella' y alias 38, para contrarrestar a las guerrillas. Igual o peor de violentos, las AUC cometieron numerosos vejámenes contra los pobladores de Valencia de Jesús. Una de estas masacres en la región fue cometida en Valencia de Jesús por hombres al mando del paramilitar conocido por su alias de ‘John 70’, el 1 de abril de 2002. Los paramilitares también asesinaron en inmediaciones de Valencia de Jesús al profesor Óscar Enrique Montero Arias, un maestro de escuela de la etnia indígena kankuama, que mataron el 14 de abril de 2004 y en el que fue involucrado el exgobernador del Cesar, Hernando Molina Araújo. El accionar armado de las FARC y el ELN disminuyó con las AUC, pero la violencia contra la población civil de Valencia de Jesús empezó a disminuir tras las desmovilización de las AUC a mediados de la década de 2000. El Gobierno de Colombia empezó a impulsar proyectos para que los pobladores desplazados volvieran a Valencia de Jesús.

### Veredas
Las siguientes son las veredas que forman parte del área de influencia de Valencia de Jesús:
- Los Calabazos
- Nuevo Mundo
- El Callao
- El Cercao

## Economía
Los habitantes de Valencia de Jesús se dedican a la ganadería, la agricultura y la alfarería basada en la confección de ladrillos. Los ladrilleros están agremiados en Coarcillas del Cesar y poseen títulos mineros otorgados por el departamento del Cesar.
El turismo también es otro factor que impulsa la economía de los ciudadanos de Valencia de Jesús. Los turistas visitan la histórica capilla colonial, construida por los españoles en 1700. El turismo se incrementa en especial durante los días de Festival Vallenato, Navidad y las celebraciones de la Semana Santa. El Ministerio de Comercio, Industria y Turismo promueve a Valencia de Jesús entre las rutas turísticas más importantes de Colombia.

## Cultura
Dentro su contexto cultural podemos apreciar todo el trayecto que Valencia  ha tenido muchos representantes en este ámbito, hablemos del acordeonero y compositor Calixto de Jesús Ochoa Ocampo (14 de agosto de 1934 - 18 de noviembre de 2015) fue un cantante y compositor colombiano de música vallenata., nacido en Valencia el cual hace icono representativo del folclor vallenato y la cultura valenciana. Hoy día se recuerda como un juglar que tuvo alta trayectoria en visionar y proyectar sus letras al futuro, prácticamente como predictivo de las cosas de la vida cotidiana, fue un hombre amable con su pueblo y le dejó un gran legado a su cultura Valenciana. Actualmente valencia cuenta con más personas interesadas en aportar más a su cultura  ya se fortalecen escuelas de aprendizaje para que los infantes por parte de vecinos metidos en el tema de música y acordeón, el cual ellos  puedan acceder a estas manifestaciones culturales y aportar a su desarrollo turístico y representativo de valencia.

### Religión
La mayoría de la población pertenece a la Iglesia católica y celebra fiestas que conmemoran a la Virgen de Nuestra Señora del Rosario y que llevan a cabo anualmente los días 9, 10 y 11 de octubre. 
Además, realizan la celebración de la Semana Santa de manera fervorosa; durante jueves y viernes, llevan a cabo la procesión de Jesús de Nazareno. Ejemplo de su tradición religiosa católica es la Hermandad de Jesús Nazareno de Valencia de Jesús, una de las organizaciones religiosas más antiguas y tradicionales de la región que data de mediados del siglo XVIII.
La Capilla colonial de Valencia de Jesús, construida a inicios del siglo XVII, es considerada un monumento nacional de Colombia. La Asamblea Departamental del Cesar también la declaró "Patrimonio Cultural e Inmaterial a la Semana Santa" en el departamento.
Los religiosos evangélicos cuentan con un templo de la Iglesia Pentecostal Unida de Colombia en Valencia de Jesús.

### Folclor vallenato
En el ámbito del folclor de la música vallenata, Valencia de Jesús fue la cuna del cantautor, acordeonero y juglar vallenato Calixto Ochoa. Durante el homenaje a Ochoa por parte de la versión 2012 del Festival de la Leyenda Vallenata en Valledupar, Valencia de Jesús también fue sede de algunos de los eventos alusivos en honor al juglar.

## Educación
Valencia de Jesús cuenta con el Colegio “Luis Ovidio Rincón” para niveles de preescolar, básica primaria, básica secundaria y media académica. 

## Transporte
El centro poblado es atravesado por la carretera de la Ruta Nacional 80 entre Valledupar y Bosconia. El único peaje en esta vía está ubicado en inmediaciones del centro poblado Valencia de Jesús.
El casco urbano de Valencia de Jesús se encuentra a  24 km de distancia de la capital departamental del Cesar, Valledupar y a 69 km del municipio de Bosconia.